# Leercurve (studie)

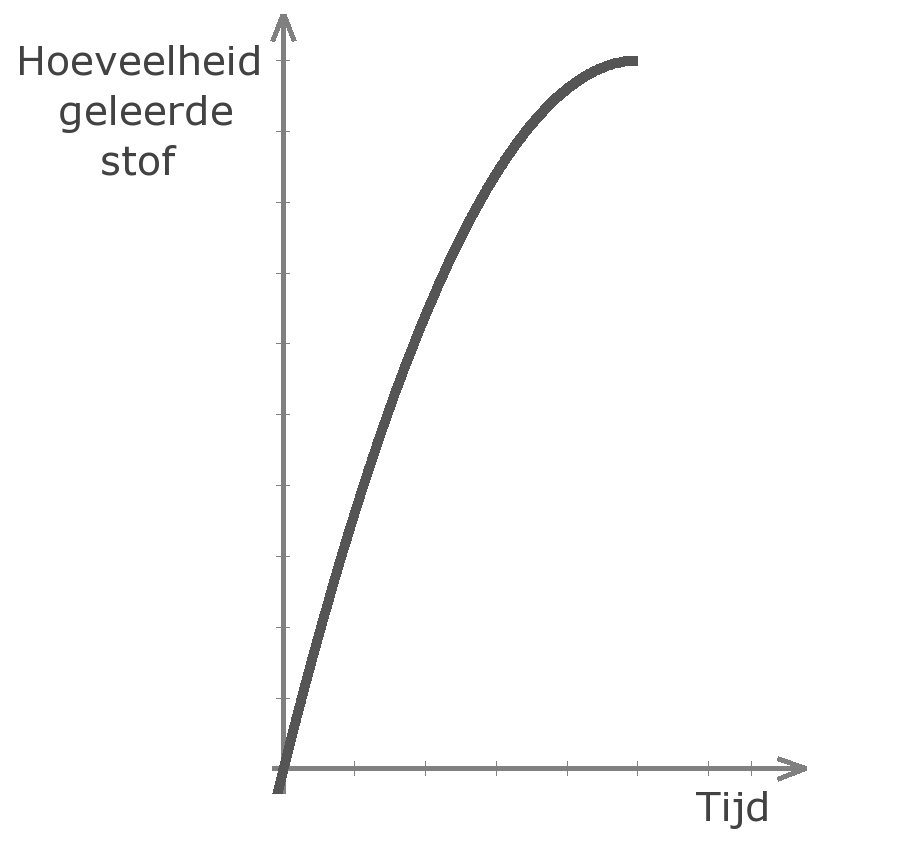
Steile leercurve in de oorspronkelijke betekenis: in weinig tijd wordt veel stof geleerd, dus is deze stof relatief makkelijk te leren

Een leercurve is een curve die uitzet hoe goed je een bepaald onderwerp kent, ten opzichte van de hoeveelheid studietijd die je erin stopt. Leercurves worden veel in de cognitieve psychologie gebruikt om weer te geven hoe mensen stof leren, maar ook in veel andere vakgebieden, zoals kunstmatige intelligentie, om een representatie te maken van het leerproces van neurale netwerken. In de praktijk kan het gebruik van leercurves binnen bedrijven nuttig zijn in verband met scholing en productiviteit van werknemers.
Wanneer men spreekt van een steile leercurve kan dat twee zaken betekenen:
- men hoeft weinig tijd te investeren, om relatief veel stof te leren over het onderwerp
- men heeft in een korte tijd veel stof tot zich moeten nemen.

In een grafiek wordt dan op de verticale as de hoeveelheid geleerde stof afgezet tegen de tijd, die op de horizontale as wordt weergegeven. De bijgaande illustraties zijn uiteraard zeer sterk vereenvoudigd.

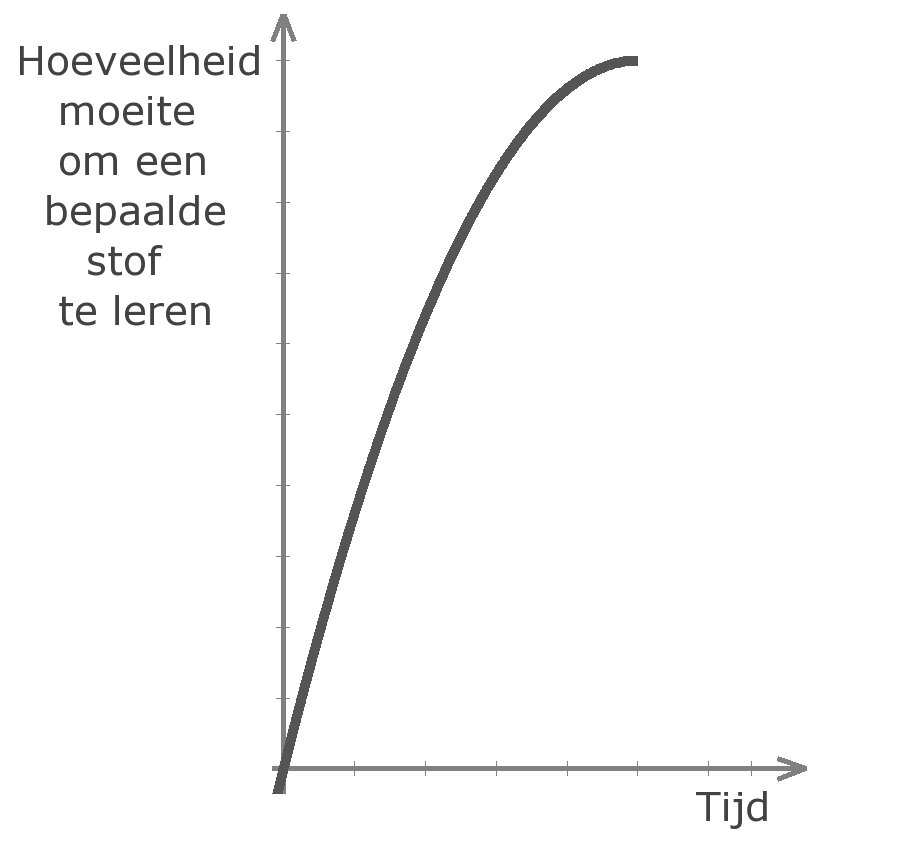
Steile leercurve zoals in de praktijk vaak wordt gebruikt: het kost veel moeite om te leren

Omtrent dit begrip (en in het Engelse taalgebied het equivalente learning curve) bestaat enorm veel verwarring, want vaak wordt het omgedraaid, en verstaat men er juist de hoeveelheid moeite die men moet doen om iets te leren, afgezet tegen de tijd, onder.
Wanneer men dan spreekt van een steile leercurve wil dit dus in de praktijk meestal zeggen dat iemand juist veel moeite moet doen om een bepaald onderwerp te leren, wat vergeleken kan worden met een steile heuvel waarbij men meer energie moet gebruiken om deze te beklimmen dan een minder steile heuvel. Dit is echter niet wat oorspronkelijk onder het begrip steile leercurve werd verstaan.